# Ћоса (новине)
Ћоса. Лист за шалу и збиљу, сувремени сликар нашег јавног живота је било гласило Српске радикалне странке. Излазио је у Београду од 1881. до 1885. и 1887. године. Уредник је био В. Милојевић, а сарадници су били Лазар Пачу, Јован Ђаја, песник Војислав Илић и његова браћа Драгутин и Милутин.